# Flota de Defensa Fluvial
La Flota de Defensa Fluvial fue un conjunto de 14 barcos al servicio de la Confederación, destinados a ayudar en la defensa de Nueva Orleans en los primeros días de la Guerra de Secesión. Todos eran barcos mercantes o remolcadores que fueron incautados por orden del Departamento de Guerra en Richmond y convertidos en barcos de guerra armando cada uno con uno o dos cañones, protegiendo sus motores con un mamparo interior y fortaleciendo sus proas para que pudieran usarse como arietes. Aunque nominalmente formaban parte del Ejército de los Estados Confederados, todos sus oficiales y la mayoría de sus tripulaciones eran civiles. Una parte de la flota se retuvo en la parte sur del río Misisipi y una parte se envió al norte para defenderse del movimiento de la Unión desde el norte.
La parte de la flota del sur participó en las batallas de Forts Jackson y St. Philip. La parte de la flota del norte participó en las batallas de Plum Point Bend y Memphis. La experiencia demostró que podían hacer frente a los buques de la Unión contrarios solo en circunstancias muy especiales; cuando esas condiciones no se cumplieron, se vieron abrumados. A mediados de 1862, toda la flota había sido erradicada, ya sea por la acción enemiga o por sus propias manos.

## Orígenes
Inmediatamente después del estallido de la Guerra Civil en abril de 1861, los estados secesionistas debieron enfrentar el bloqueo a sus puertos que fue proclamado por el presidente Abraham Lincoln. También tenían que considerar la amenaza planteada por el Plan Anaconda del General en Jefe de la Unión, Winfield Scott, que preveía un avance por el Misisipi que culminaría con la conquista de Nueva Orleans. Aunque la Anaconda nunca se adoptó formalmente como base para la estrategia federal (de hecho, fue más o menos explícitamente rechazada por los sucesores de Scott), su mera existencia recordó al presidente confederado Jefferson Davis y a su gobierno la importancia del río Misisipi. Muchos ciudadanos, tanto dentro como fuera del gobierno, presentaron sugerencias para su defensa. Entre ellos estaba la creación de un par de capitanes de barcos fluviales, James E. Montgomery y J. H. Townsend.
La propuesta de los dos capitanes era utilizar barcos con las características adecuadas de tamaño y velocidad, convirtiéndolos en arietes reforzando su proa con tiras de hierro de ferrocarril. Su maquinaria debía estar protegida por mamparos internos. Estarían ligeramente armados, solo uno o dos cañones cada uno según los deseos de sus capitanes, ya que no se esperaría que pelearan con las cañoneras blindadas que se estaban construyendo para la Unión. En cambio, debían confiar en embestir, para golpear a las lentas cañoneras enemigas donde eran más vulnerables. Los capitanes serían seleccionados por Montgomery y Townsend entre los experimentados ribereños de Nueva Orleans, y cada capitán contrataría posteriormente a su propia tripulación.
Sin pasar por los departamentos de Guerra y Marina en Richmond, Montgomery y Townsend obtuvieron el respaldo de toda la delegación de Misisipi al Congreso Confederado, y también del mayor general Leonidas Polk, quien era un favorito personal del presidente Davis. Su método político demostró ser efectivo cuando el Congreso aprobó su plan, asignando $1,000,000 incluso antes de que Townsend regresara a Nueva Orleans para supervisar las conversiones.

## Conversión de los buques mercantes
Tras la promulgación del proyecto de ley de apropiación, el secretario de Guerra Judah Philip Benjamin envió un telegrama al general de división Mansfield Lovell, comandante del departamento militar que incluía a Nueva Orleans, indicándole que incautara catorce barcos de vapor con fines bélicos. Esta fue la primera asociación del General Lovell con la Flota de Defensa Fluvial; pronto se convertiría en el crítico más persistente y severo de la flota. Inmediatamente se opuso a la naturaleza irregular de la flota y pronunció el comentario profético: «Catorce capitanes y pilotos del río Misisipi nunca se pondrán de acuerdo sobre nada una vez que se pongan en marcha». En obediencia a la orden, tomó posesión de catorce barcos de vapor en el nombre del gobierno. Algunos de los catorce originales se intercambiaron por otros a medida que Lovell se familiarizó con la intención del Departamento de Guerra, pero al final la flota todavía constaba de catorce buques.
Cada embarcación se modificó reforzando su proa rellenando el interior con roble macizo, entablando los 20 pies (6,1 metros) de proa con revestimiento de roble y cubriendo el revestimiento con hierro de ferrocarril de 1 pulgada (25 milímetros) de espesor. Los motores estaban protegidos por un doble mamparo. El mamparo interior estaba hecho de vigas de pino de 12 pulgadas (30 centímetros) cuadradas, el exterior de vigas de 6 pulgadas por 12 pulgadas (15 centímetros por 30 centímetros). El mamparo exterior estaba cubierto con hierro de ferrocarril como el de la proa, de 1 pulgada (25 milímetros) de espesor. [cita requerida] El espacio entre los mamparos, de 22 pulgadas (56 centímetros), estaba relleno con algodón comprimido. Aunque el algodón era la parte menos importante de la armadura, captó la atención del público, y las embarcaciones que recibieron este tipo de armadura pasaron a llamarse «vestidos de algodón».
El proceso de conversión de los cottonclads se completó en el mes del 16 de marzo al 17 de abril de 1862, que coincidió con el momento en que la flota de la Unión bajo el mando del oficial de bandera David Glasgow Farragut comenzó su acumulación en la parte baja del río, mientras se preparaban para el ataque a Nueva Orleans. Aunque se suponía que los carneros terminados se enviarían río arriba para ayudar en la defensa de la Isla número 10 y Memphis, Lovell persuadió al Departamento de Guerra para que le permitiera retener los primeros seis en las cercanías de Nueva Orleans. En el orden de finalización, los seis fueron: Stonewall Jackson, Warrior, Defiance, Resolute, General Breckinridge y General Lovell. En ese momento, el Capitán Townsend ya no estaba asociado con la flota. Como el Capitán Montgomery se fue con la sección norte, se eligió a otro capitán de barco fluvial, John A. Stephenson (a veces escrito como Stevenson) para el mando general de los seis barcos de Nueva Orleans. Los ocho restantes, todos enviados a Memphis, fueron el General Bragg, el General Sterling Price, el General Earl Van Dorn, el Colonel Lovell, el General Beauregard, el General M. Jeff Thompson, Little Rebel y el General Sumter. El último se completó el 17 de abril, el día antes de que comenzara el bombardeo anticipado de Fort Jackson y Fort St. Philip.
Debido a que se esperaba que fueran utilizados principalmente como arietes, el armamento de la flota era mínimo, ascendiendo a solo uno o dos cañones en cada uno. Además, sus capitanes no dedicaban tiempo a la práctica con armas. Esto condujo a otra anomalía de mando, ya que se asignó a artilleros del Ejército para trabajar con los cañones en los arietes, pero permanecieron sujetos a las órdenes de los oficiales del Ejército.

## Batallas de la flota

### Batallas de Fort Jackson y Fort Saint Philip
Tres comandos separados operaron en el Misisipi cerca de Nueva Orleans. Uno era la Armada de los Estados Confederados, en ese momento dirigida por el Comandante John K. Mitchell. Otro fue la marina del estado de Luisiana. La tercera fue la Flota de Defensa Fluvial. El 20 de abril de 1862, después de que comenzara el bombardeo de Fort Jackson y Fort St. Philip, el general Mantsfield Lovell trató de racionalizar la situación del mando ordenando que en adelante todo lo que estuviera a flote estaría sujeto a las órdenes del comandante Mitchell. La orden fue recibida con una negativa rotunda por parte del capitán Stephenson, quien argumentó que «todos los oficiales y hombres de la expedición de defensa fluvial se unieron a ella con la condición de que fuera independiente de la Marina». Este acto de aparente motín no podía ser castigado por la peculiar relación de la flota con el Ejército.
En la noche del 24 de abril, la flota de Farragut realizó su recorrido histórico más allá de los fuertes del río Misisipi que defendían Nueva Orleans desde el sur. Debido a que los líderes rebeldes no habían coordinado las responsabilidades de los fuertes y la flota fluvial asociada, la acción se dividió en dos partes independientes. Cada barco de la columna atacante pasó los fuertes antes de tener que enfrentarse a los barcos confederados defensores, que por lo tanto recibieron toda la atención de los artilleros yanquis cuando se encontraron. Dadas las circunstancias, solo uno de la Flota de Defensa del Río logró acercarse al enemigo: Stonewall Jackson pudo embestir al USS Varuna mientras el gobernador Moore de la marina de Luisiana embistía simultáneamente a esa desafortunada cañonera. Varuna se hundió, el único barco federal perdido esa noche. Stonewall Jackson no salió ileso. Agujereado por disparos de otros barcos federales que ayudaban a Varuna e incapaz de responder, su tripulación la llevó a tierra, donde la abandonaron y le prendieron fuego.
De los cinco miembros restantes de la flota, uno (Warrior) fue destruido por una andanada del USS Brooklyn. El Resolute fue llevado a tierra y abandonado por su tripulación. Diez hombres del CSS McRae la abordaron pero no pudieron sacarla, por lo que la quemaron. El General Breckinridge y el General Lovell fueron abandonados y quemados por sus tripulaciones. Sólo el Defiance escapó ileso; huyó a Nueva Orleans, donde su tripulación la dejó y su capitán la entregó al comandante Mitchell. Incapaz de hacer nada más, Mitchell ordenó que la quemaran en la destrucción general de las propiedades confederadas cuando cayó la ciudad.

### Batalla de Plum Point Bend
Aunque la sección de Nueva Orleans de la Flota de Defensa Fluvial fue aniquilada, los ocho barcos de la sección norte pudieron obtener una medida de redención, si no de venganza, el 10 de mayo de 1862, cuando sorprendieron a la flotilla de cañoneras Union Western en una pequeña acción cerca de Plum Point Bend en el Misisipi, a poca distancia por encima de Fort Pillow. La batalla tuvo lugar a unas 40 millas (64 kilómetros) al norte de Memphis en línea recta, pero más como 50 millas (80 kilómetros) en el río. La flotilla federal estaba dispersa, con una sola cañonera y una balsa de mortero en una posición expuesta y lejos del apoyo del resto de las cañoneras. A pesar de saber que la flota de espolones rebeldes estaba cerca, los yanquis no enviaron piquetes. Por lo tanto, no recibieron ninguna advertencia de que la flota enemiga estaba en camino hasta que vieron su humo sobre los árboles de Plum Point.
Cogidos desprevenidos, los cañoneros de la flotilla tomaron fuerza y entraron en la batalla uno a la vez. Esto permitió que los arietes se concentraran en cada nave opuesta a medida que ella entraba en escena. Sufriendo los efectos de múltiples colisiones, el USS Cincinnati y el Mound City tuvieron que encallar en aguas poco profundas para evitar que se hundieran. En ese momento, las otras cañoneras de la flotilla habían tomado fuerza y estaban entrando en la refriega, por lo que el Capitán Montgomery retiró su flota. Escaparon con solo daños leves.
Debido a que Montgomery no declaró sus objetivos en la acción, es difícil evaluar la magnitud de la victoria rebelde. Si bien inutilizar dos cañoneras fue un logro destacado, ninguna se perdió por mucho tiempo. En unas pocas semanas, ambos habían sido levantados, reparados y puestos de nuevo en servicio. En el mejor de los casos, por lo tanto, la flota había retrasado el calendario federal por un corto tiempo.

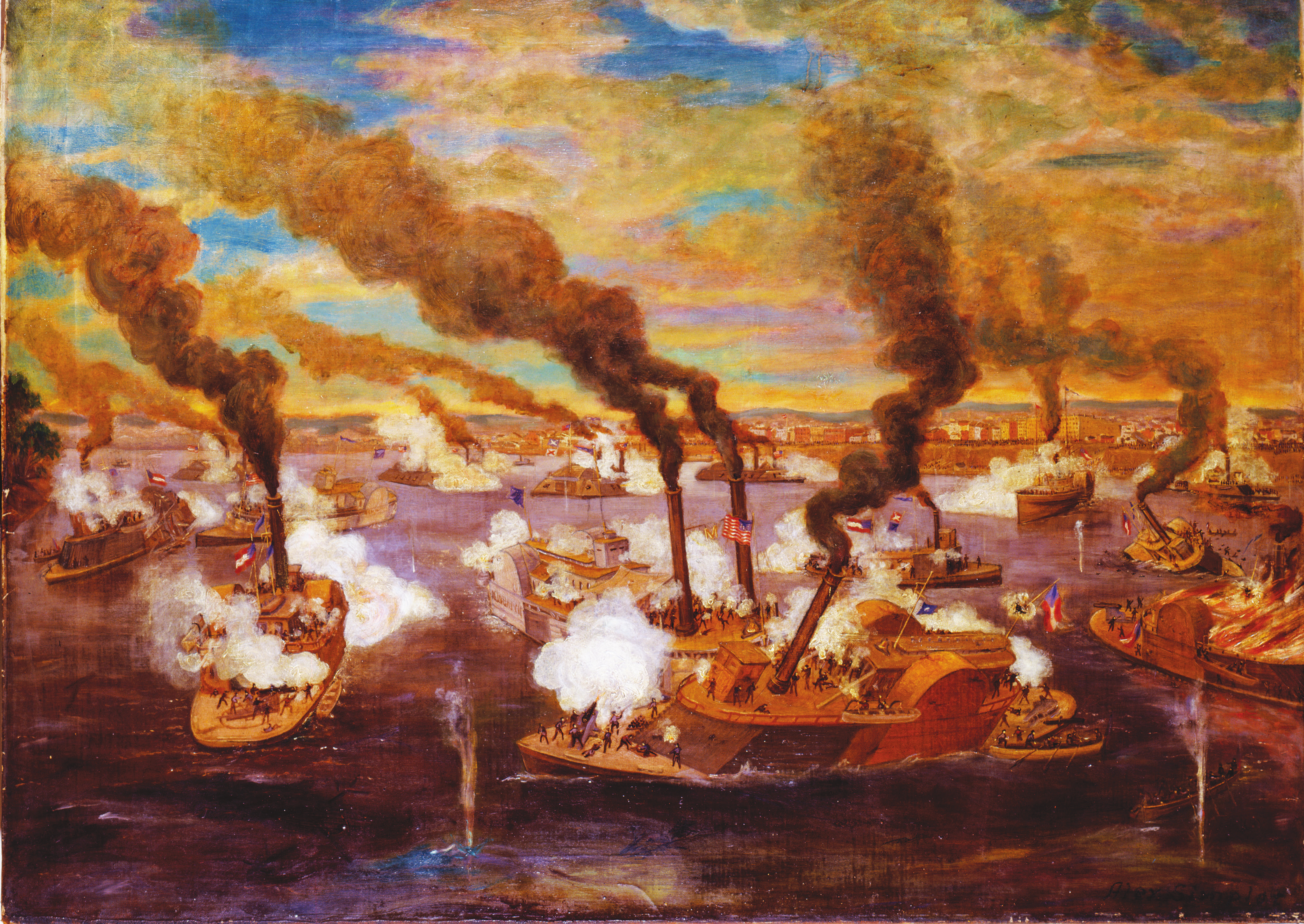
La gran batalla en Memphis, Tennessee.

### Primera Batalla de Memphis
Menos de un mes después del enfrentamiento en Plum Point, la Flota de Defensa Fluvial estaba nuevamente en acción contra la Flotilla de Cañoneras Occidentales, pero las condiciones estaban lejos de ser las mismas. Un cambio puede o no haber tenido un efecto significativo en la batalla. El extraño sistema de mando dividido de la flota, en el que los cañones estaban tripulados por artilleros que no formaban parte de las tripulaciones, se deshizo ante las crecientes pérdidas confederadas que afectaron negativamente a la moral. Los artilleros y los ribereños estaban cada vez más enfrentados y, al menos en una ocasión, los soldados se negaron a acompañar a la flota en una misión menor. Finalmente, el 5 de junio de 1862, el general de brigada M. Jeff Thompson retiró a sus hombres. Esto ciertamente habría sido serio si los arietes hubieran tenido la intención de confiar en sus armas. Así las cosas, la partida de los soldados afectó a la flota solo marginalmente, aunque ciertamente no ayudó.
A la mañana siguiente (6 de junio), la flotilla federal estaba unificada y lista para enfrentarse a sus oponentes. Además, se le unieron un par de carneros de la Unión de la Flota de arietes estadounidenses, que reflejaba en muchos aspectos la fuerza confederada, incluida una organización defectuosa. La flota no tuvo más remedio que dar batalla en Memphis, aunque no disfrutaron de la superioridad local en número que habían tenido en Plum Point.

La batalla fue un cuerpo a cuerpo, en gran parte porque las confusas cadenas de mando en ambos lados la convirtieron en una serie de enfrentamientos descoordinados entre arietes opuestos, mientras que los del lado confederado también estuvieron expuestos a los disparos de la flotilla federal. Aunque los detalles no se pueden establecer de manera confiable, el resultado fue inequívoco: se hundió un ariete de la Unión (que luego se recuperó), mientras que siete de los ocho barcos rebeldes se hundieron o estaban =en posesión de los yanquis. El General Earl Van Dorn escapó solo. Huyó a un lugar seguro por el río Yazoo, solo para ser quemada (algo «sin querer») el 26 de junio.

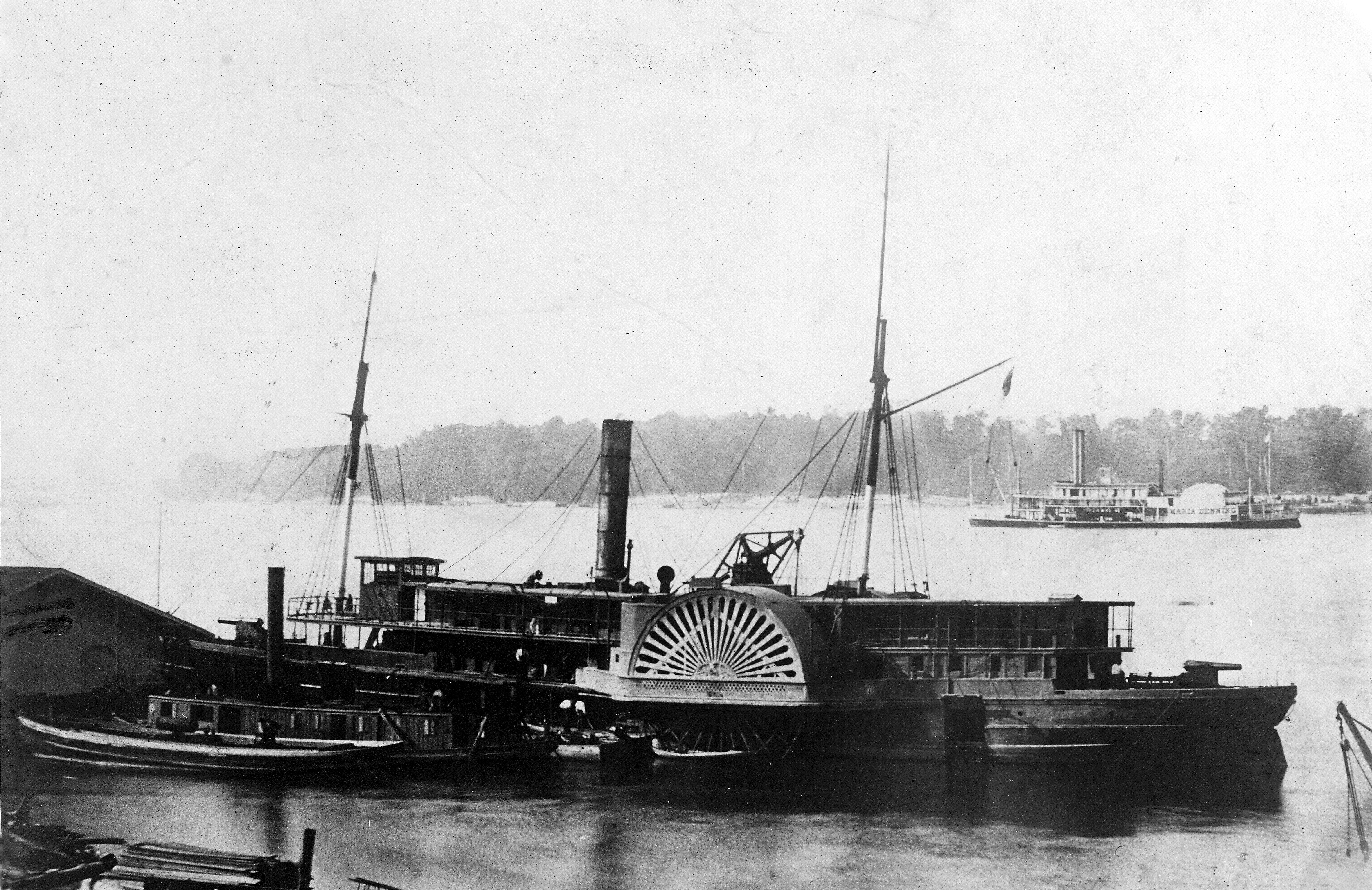
El ex-CSS General Bragg con el Maria Denning probablemente en Mound City (Illinois) o en Cairo (Illinois).
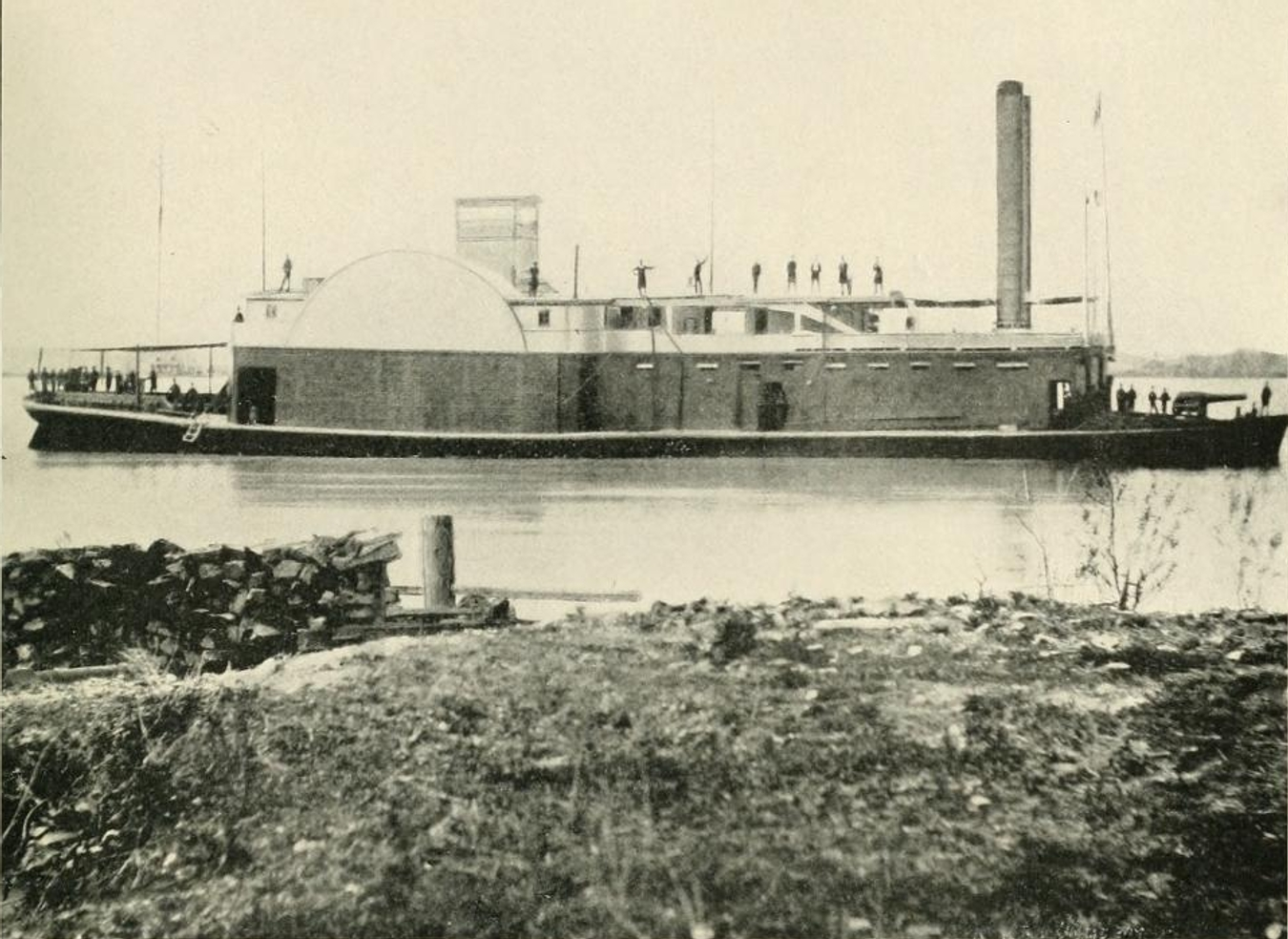
CSS General Sterling Price.
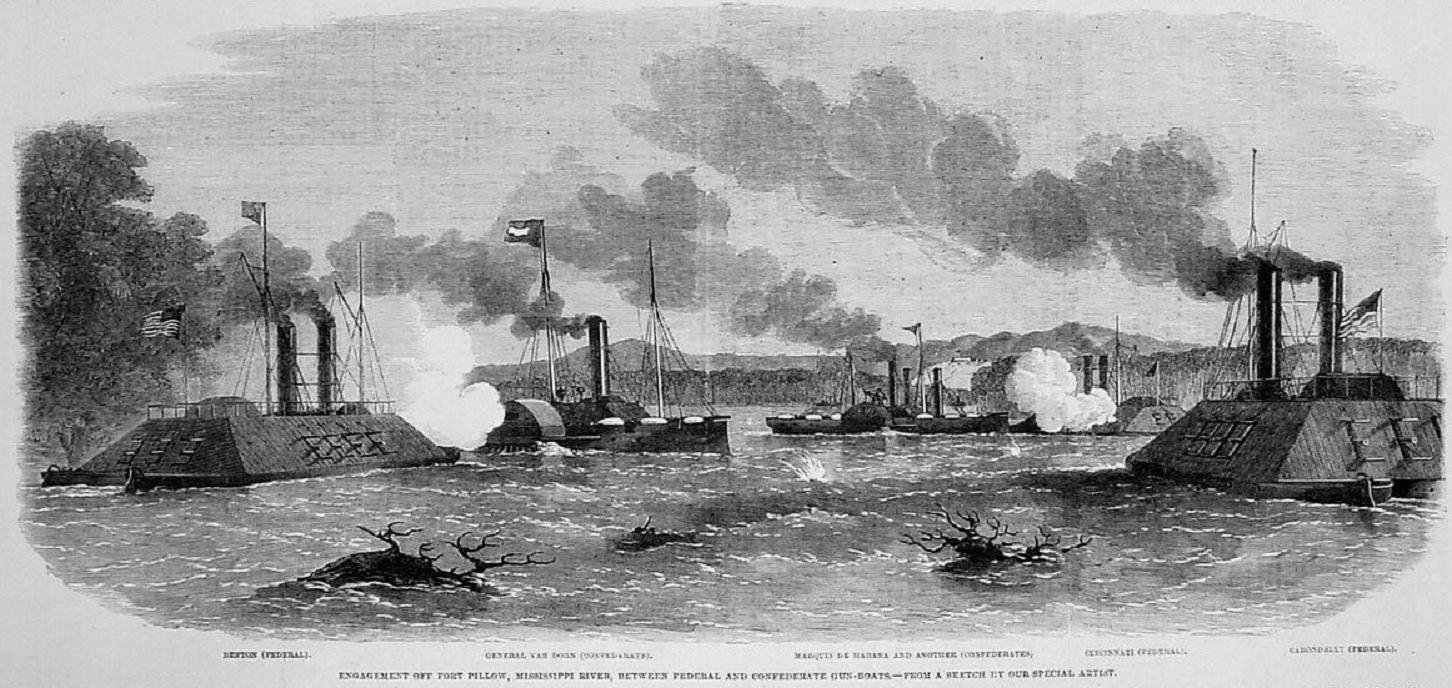
El CSS General Earl Van Dorn en Fort Pillow.

## Buques
| Nombre del buque             | Participaciones                                         | Destino                                                          |
| ---------------------------- | ------------------------------------------------------- | ---------------------------------------------------------------- |
| CSS Defiance                 | Batallas de Fort Jackson y St. Philip                   | Destruido                                                        |
| CSS General Breckinridge     | Batallas de Fort Jackson y St. Philip                   | Abandonado                                                       |
| CSS General Lovell           | Batallas de Fort Jackson y St. Philip                   | Abandonado                                                       |
| CSS Resolute (II)            | Batallas de Fort Jackson y St. Philip                   | Abandonado                                                       |
| CSS Warrior                  | Batallas de Fort Jackson y St. Philip                   | Destruido por una andanada de la balandra de guerra USS Brooklyn |
| CSS General Earl Van Dorn    | Batalla de Plum Point Bend y Primera batalla de Memphis | Incendiado con el CSS Livingston y el General Polk               |
| CSS General Sterling Price   | Batalla de Plum Point Bend y Primera batalla de Memphis | Encallado y reflotado por la unión                               |
| CSS General M. Jeff Thompson | Batalla de Plum Point Bend y Primera batalla de Memphis | Destruido                                                        |
| CSS Little Rebel             | Batalla de Plum Point Bend y Primera batalla de Memphis | Capturado por la unión                                           |
| CSS General Sumter           | Batalla de Plum Point Bend y Primera batalla de Memphis | Capturado por la unión                                           |
| CSS General Beauregard       | Batalla de Plum Point Bend y Primera batalla de Memphis | Embestido por el USS Monarch                                     |
| CSS General Bragg            | Batalla de Plum Point Bend y Primera batalla de Memphis | Capturado por la unión                                           |
| CSS Colonel Lovell           | Batalla de Plum Point Bend y Primera batalla de Memphis | Embestido por el USS Queen of the West                           |

## Resumen
El final de la Flota de Defensa Fluvial bastante temprano en la guerra permitió a las personas que tenían que trabajar con ella evaluar su desempeño. Ninguno lo hizo con más vehemencia que el general Lovell. Aunque su crítica estaba dirigida a los seis barcos de la sección de la flota de Nueva Orleans, se puede aplicar con poca alteración a toda la fuerza: «Incapaces de gobernarse a sí mismos y no dispuestos a ser gobernados por otros, su falta casi total de sistema, la vigilancia y la disciplina los volvieron casi inútiles e indefensos».
En un contexto más amplio que simplemente un grupo de catorce barcos, el final de la Flota de Defensa Fluvial, junto con la desaparición del corso, también marcó el final efectivo de la guerra naval conducida por aficionados. La creciente divergencia entre los barcos mercantes y los barcos de guerra significaba que estos últimos tenían que ser comandados y tripulados en gran parte por hombres que dedicaban sus vidas a la profesión. Desde la Guerra Civil, ninguna nación marítima importante ha considerado recurrir a flotas privadas, sin importar las circunstancias.